# 590888 Chengda
590888 Chengda este o planetă minoră (asteroid) din centura de asteroizi. A fost descoperită pe 22 iulie 2007 la Lulin Observatory⁠(d) de  și a fost numită după National Cheng Kung University⁠(d). 
Obiectul prezintă o orbită caracterizată de o semiaxă mare de 2,7255523382311 UAi, o excentricitate de 0,17583195883212, o înclinație de 5,7982594597089 ° în raport cu ecliptica.